# Saison 1 de Tracker
Chronologie
Saison 2
La première saison de la série télévisée américaine Tracker est constituée de treize épisodes.

## Synopsis
Colter Shaw, survivaliste et traqueur qualifié, gagne sa vie en aidant les forces de l'ordre et les citoyens à retrouver des personnes disparues en échange d'une récompense.

## Distribution

### Acteurs principaux
- Justin Hartley (VF : Marc Arnaud) : Colter Shaw
- Robin Weigert (VF : Déborah Perret) : Teddi Bruin
- Abby McEnany (en) (VF : Ariane Deviègue) : Velma Bruin
- Eric Graise (VF : Alexandre Nguyen) : Bobby Exley (10 épisodes)
- Fiona Rene (VF : Ingrid Donnadieu) : Reenie Greene (8 épisodes)

### Invités
- Lee Tergesen (VF : Pascal Germain) : Ashton Shaw, père de Colter (épisode 1)
- Wendy Crewson (VF : Véronique Augereau) : Mary Dove Shaw, mère de Colter (épisodes 1 et 2)
- Jensen Ackles (VF : Fabrice Josso) : Russell Shaw, grand frère de Colter (épisode 12)
- Melissa Roxburgh (VF : Elsa Davoine) : Dorion « Dory » Shaw, petite sœur de Colter (épisode 11)
- Matthew Nelson-Mahood : Colter Shaw jeune (épisode 1)
- Jennifer Morrison : Lizzy Hawking (épisode 13)
- Marley Shelton : Erika Kennedy (épisode 4)
- Sofia Pernas (VF : Marie Chevalot) : Billie Matalon (épisode 6)
- Gil Birmingham : Gus McMillion (épisode 10)
- Anja Savcic : Kira Stine (épisode 3)
- Diana Maria Riva : Detective Helen Brock (épisode 9)
- Dianne Doan : Sun Mai (épisode 7)

## Liste des épisodes
1. Klamath Falls
2. Missoula
3. Springland
4. Mt. Shasta
5. St. Louis
6. Lexington
7. Chicago
8. Camden
9. Aurora
10. En pleine nature
11. Au-delà du campus
12. Officieusement
13. La Tempête

### Épisode 1:Klamath Falls
- États-Unis : 11 février 2024 sur CBS
- France : 24 avril 2024 sur Disney+

- États-Unis : 65,09 millions de téléspectateurs[1]

- Alison Araya : Sarah Riley
- Link Baker : Mark Riley
- Mattia Castrillo : Gil Brown
- Paniz Zade : Officier Amini
- Jeremy Jones : Jack Horvath
- Ashley Roxburgh : Jesse Bowers
- Aggie Bell : Dorian Shaw jeune
- Oscar Chark : Craig Riley
- Dalias Blake : Enquêteur
- Colm Hill : Derek
- Nicole Anthony : Mme Hicks
- Sean Owen Roberts : Milton
- Garfield Wilson : Fred
- Arianna McGregor : Patty
- Zia Newton : Travailleuse au comptoir
- Nemo Cartwright : Policier costaud
- Patrick Bahrich : Sergent de bureau
- Frankie Kletas : Petite fille de 4 ans
- Stephen Hooper : Edward « Eddie » Brown
- Carolyn Adair : Infirmière (non-créditée)
- Dominic Travaloina : Employé (non-crédité)

### Épisode 2:Missoula
- États-Unis : 18 février 2024 sur CBS
- France : 24 avril 2024 sur Disney+

- États-Unis : 6,86 millions de téléspectateurs[2]

- Donald Heng : Jackson Cheong
- Stefanie von Pfetten : Rebecca Pendergast
- Ryan Robbins : Seth Adler
- Kit Koon : Eden Cheong
- Ash Lee : Mark Cheong
- Shaun Omaid : Liam
- Thomas Strumpski : Officier de police
- Shane Symons : Garde
- Abdi Katra : Attendee

### Épisode 3:Springland
- États-Unis : 25 février 2024 sur CBS
- France : 1er mai 2024 sur Disney+

- États-Unis : 7,12 millions de téléspectateurs[3]

- Anja Savcic : Kira Stine
- Richard Harmon : Matt Winslow
- Gia Sandhu : Beth Trainor
- Bradley Stryker : Tom Tozer
- William MacDonald : Shérif Gale
- Eric Breker : Eric Winslow
- Chris Casson : Tony
- Lesley Mirza : Serveuse
- Sakura Sykes : Grimpeur
- Will E. McDonald : Ami de Tozer #1
- Carolyn Adair : Infirmière (non-créditée)
- Linley Subryan : Patron du bar (non-crédité)

### Épisode 4:Mt. Shasta
- États-Unis : 3 mars 2024 sur CBS
- France : 8 mai 2024 sur Disney+

- États-Unis : 7,61 millions de téléspectateurs[4]

- Marley Shelton : Erika Kennedy
- Hunter Dillon : Noah Kennedy
- Peter Bryant : Gilroy
- Chris William Martin : Tom Ritter
- Cassandra Sawtell : Lisa Jefferson
- Darius Willis : Johnny
- Tyson Arner : Ray Vernon
- Josh Collins : Alex Cooper
- Carolyn Adair : Infirmière (non-créditée)

### Épisode 5:St. Louis
- États-Unis : 17 mars 2024 sur CBS
- France : 15 mai 2024 sur Disney+

- États-Unis : 7,55 millions de téléspectateurs[5]

- Martin Roach : Clay Porter
- Dana L. Wilson : Deborah Porter
- Kudakwashe Rutendo : Stephanie Porter
- Katharine Isabelle : Mallory Banks
- David James Lewis : Grant Loutreau
- Jason Burkart : Max Banks
- Charles Zuckermann : Caesar Ashford
- Bree Woodill : Leila Kent
- Steve Eddy James : Homme du STP
- Jacob Tazelaar : Homme dégingandé
- Mike Veal : Gardien
- Paul Tryl : Prisonnier
- Julian Paul : Rico McCabe

### Épisode 6:Lexington
- États-Unis : 24 mars 2024 sur CBS
- France : 22 mai 2024 sur Disney+

- États-Unis : 7,28 millions de téléspectateurs[6]

- Sofia Pernas : Billie Matalon
- Peter Oldring : Hugh Lazlo
- Michelle Morgan : Tina Lazlo
- Peter New : Stuart Tyler
- Jeremiah Oh : Kenji Tomine
- Joe Costa : Dr Glenn
- Kevin Mundy : Redford James
- Shawn Youngchief : Officier Tomerlin
- Daryl Ducharme : Agent de sécurité

### Épisode 7:Chicago
- États-Unis : 31 mars 2024 sur CBS
- France : 29 mai 2024 sur Disney+

- États-Unis : 6,8 millions de téléspectateurs[7]

- Dianne Doan : Sun Mai
- Elyse Dinh : Apple Mai
- Danny Wattley : Art Arfano
- Steve Dhillon : Jonathan Tyner
- Adam Kirschner : Marco

### Épisode 8:Camden
- États-Unis : 14 avril 2024 sur CBS
- France : 5 juin 2024 sur Disney+

- États-Unis : 8,19 millions de téléspectateurs[8]

- Darien Sills-Evans : Shérif Miller
- Anthony Konechny : Ethan « Sully » Sullivan
- Nicole Muñoz : Daniela Barrera
- Chelsey Reist : Chelsea
- Francisco Trujillo Avalos-Davidson : Dwayne Barrera
- Wendy Argelia Martínez : Irene Barrera
- Anthony Demare : Dougie Clemons
- Shayn Walker : Ryan Hopkins
- River Codack : Zach

### Épisode 9:Aurora
- États-Unis : 21 avril 2024 sur CBS
- France : 12 juin 2024 sur Disney+

- États-Unis : 7,6 millions de téléspectateurs[9]

- Diana Maria Riva : Détective Helen Brock
- Robert Moloney : Gavin Russo
- Jed Rees : Errol Price
- Bronwen Smith : Maeve Price
- Paolina van Kleef : Lana Russo
- Nicco Del Rio : Toby Calhoun
- Jody Quine : Policier en civil

### Épisode 10:En pleine nature
- États-Unis : 28 avril 2024 sur CBS
- France : 19 juin 2024 sur Disney+

- États-Unis : 7,69 millions de téléspectateurs[10]

- Gil Birmingham : Gus McMillion
- Rachel Colwell : Madison McMillion
- Jarrod Daniel : Hank McMillion
- Liza Huget : Leslie
- Jonathon Connelly : Ranger Moore

### Épisode 11:Au-delà du campus
- États-Unis : 5 mai 2024 sur CBS
- France : 26 juin 2024 sur Disney+

- États-Unis : 7,64 millions de téléspectateurs[11]

- Bob Frazer : Professeur Lyle Hewitt
- Siobhan Williams : Irene Hertzyl
- Tyler Cotton : Blake Baker
- Nicole Oliver : Polly Baker
- Mika Bantog : Jada
- Kyle Mitchell : Chuck Hertzyl
- Tommy Clarke : Jock
- Grace Richter : Fille blonde

### Épisode 12:Officieusement
- États-Unis : 12 mai 2024 sur CBS
- France : 3 juillet 2024 sur Disney+

- États-Unis : 7,3 millions de téléspectateurs[12]

- Alexandra Metz : Tracy Thompson
- Maria J. Cruz : Yolanda Allen
- Nathan Dashwood : Vendeur du magasin de curiosités
- David Hardware : Len Klavens
- Christopher Seivright : Doug Thompson
- Marcel Zadé : Exécuteur #4

### Épisode 13:La Tempête
- États-Unis : 19 mai 2024 sur CBS
- France : 10 juillet 2024 sur Disney+

- États-Unis : 7,65 millions de téléspectateurs[13]

- Jason Diaz : Député Kelman
- Todd Thomson : Sheriff Woods
- Lachlan Quarmby : Bo Sampson
- Michael Benyaer : Vince Talbott
- Jenna Burgess : Katie Hawking
- Simon Arblaster : Xavier Sampson
- Ivursyn Matthews : Dylan Fisher
- Michelle Creber : Rachel
- Sarah Johns : Agent Homan
- Jennifer Morrison : Lizzy Hawking